# West Pomeranian Business School
Die West Pomeranian Business School (WPBS; poln. Zachodniopomorska Szkoła Biznesu w Szczecinie, ZPBS) ist eine polnische Hochschule, die im März 1993 in Stettin auf Initiative einer Gruppe von Professoren der polnischen Universität Stettin gegründet wurde.
Aktuell studieren an der Hochschule insgesamt rund 4000 Studentinnen und Studenten in den akademischen Studiengängen der 1. und 2. Stufe (Bachelor und Master) im Direkt-, Abend- und Fernstudium.
Die Zachodniopomorska Szkoła Biznesu ist eine staatlich anerkannte Hochschule nach dem polnischen Hochschulgesetz. Die Zentralstelle für ausländisches Bildungswesen im Sekretariat der Kultusministerkonferenz bewertet die Hochschule mit H+.

## Studiengänge
Die Studiengänge an der Hochschule können berufsbegleitend absolviert werden. Ab 2008 bot die Hochschule in den Studiengängen Bachelor of Economics in einer Außenstelle in Berlin (West Pomeranian Business School) die Möglichkeit, eine Spezialisierung in „Financial Advisory Services“ oder „Banking, Leasing and Finance“ zu erlangen. Das Bachelorprogramm hatte einen Schwerpunkt im Bereich der Finanzberatung, und wurde von der Zachodniopomorska Szkoła Biznesu w Szczecinie vergeben.